# Марфин-Брод
Ма́рфин-Брод — деревня в Можайском районе Московской области, в составе городского поселения Можайск. Численность постоянного населения по Всероссийской переписи 2010 года — 82 человека, в деревне числится 1 улица Новая. До 2006 года Марфин-Брод входил в состав Кукаринского сельского округа.
Деревня расположена в центральной части района, в излучине между левым берегом Москва-реки и Можайским водохранилищем, примерно в 3,5 км к северо-западу от Можайска, высота центра над уровнем моря 170 м. Ближайшие населённые пункты — примыкающие на юге Москворецкая Слобода и посёлок Медико-Инструментального Завода.

## История
Согласно газете Московские церковные ведомости №36 за 1898 год (стр. 486): "Деревня Марѳинъ Бродъ встрѣчается въ документахъ XVI и XVII ст. (Мож. Ак. 133, 148). Въ 1629 г. она значится въ числѣ дворцовыхъ; въ 1678 г. принадлежитъ стольнику Мих. Ив. Eропкину (M. А. 148, 251). По документамъ Вознесенской, г. Можайска, церкви она значится - за генераломъ Ал. Мих. Пушкинымъ (1825 - 28 г.г.); княгиней Варв. Мих. Гагариной (30 и 40-е г. ; княземъ Гагаринымъ (50-е г.); г-жей Бутурлиной (60-е г.). Въ 1897 г. дв. 11; м. 34, ж. 30." 